# 森薗政崇
森薗政崇（日语：／ Morizono Masataka，1995年4月5日—），生于东京都西东京市，日本男子乒乓球队运动员。2017年亞洲乒乓球錦標賽與伊藤美誠获得混合雙打亚军，2017年世界乒乓球錦標賽和大島祐哉獲得男子雙打亞軍。

## 外部連結
- 森薗政崇的X（前Twitter）